# Piotr Nurzyński
Piotr Nurzyński (* 1989 oder 1990) ist ein polnischer Pokerspieler. Er gewann 2018 das Main Event der European Poker Tour.

## Persönliches
Nurzyński arbeitet als Arzt. Mit seiner Freundin reist er um die Welt, um ihrem gemeinsamen Hobby, dem Surfen, nachzugehen.

## Pokerkarriere
Seine erste Geldplatzierung bei einem Live-Turnier erzielte Nurzyński Mitte August 2016 bei der PokerStars Championship in Barcelona. Anfang September 2018 gewann er an gleicher Stelle das Main Event der European Poker Tour, für das er sich zuvor online bei PokerStars für 250 Euro qualifiziert hatte. Beim eigentlich 5300 Euro teuren Turnier setzte er sich gegen 1930 andere Spieler durch und erhielt aufgrund eines Deals am Finaltisch mit drei anderen Spielern ein Preisgeld von mehr als einer Million Euro sowie einen „Platinum Pass“ im Wert von 30.000 US-Dollar, der zur Teilnahme an der PokerStars Players Championship im Januar 2019 auf den Bahamas berechtigte. Ende Oktober 2018 war Nurzyński erstmals bei einem Event der World Series of Poker erfolgreich und belegte beim Main Event der in Rozvadov ausgespielten World Series of Poker Europe den 61. Platz, der mit mehr als 15.000 Euro bezahlt wurde. Seitdem blieben größere Turniererfolge aus.
Insgesamt hat sich Nurzyński mit Poker bei Live-Turnieren knapp 1,5 Millionen US-Dollar erspielt.